# Norwegische Meisterschaften im Biathlon 1985
Die norwegischen Meisterschaften im Biathlon 1985 fanden vom 1. bis 3. Februar 1985 in der Kommune Fyresdal, Provinz Telemark statt. Ausgetragen wurden für Männer und Frauen je ein Einzel- und ein Sprintrennen sowie ein Staffelwettkampf.

## Männer

### Einzel (20 km)
| Platz | Starter         | Verein      | Zeit      | Fehler |
| ----- | --------------- | ----------- | --------- | ------ |
| 1     | Eirik Kvalfoss  | Voss        | 1:14:27 h | 7      |
| 2     | Øivind Nerhagen | Elverum     | 1:15:57 h | 4      |
| 3     | Terje Krokstad  | Krokstadøra | 1:16:26 h | 5      |
| 4     | Kjell Søbakk    | Elverum     | 1:17:38 h | 5      |
| 5     | Gisle Fenne     | Voss        | 1:18:04 h | 8      |
| 6     | Johnny Rognstad | Roverud     | 1:19:00 h | 6      |

Start: 1. Februar 1985

### Sprint (10 km)
| Platz | Starter          | Verein      | Zeit        | Fehler |
| ----- | ---------------- | ----------- | ----------- | ------ |
| 1     | Eirik Kvalfoss   | Voss        | 33:13,8 min | 3      |
| 2     | Kjell Søbak      | Elverum     | 33:34,4 min |        |
| 3     | Johnny Rognstad  | Roverud     | 34:02,8 min |        |
| 4     | Terje Krokstad   | Krokstadøra | 34:11,6 min |        |
| 5     | Bjarne Thomassen | Sauda       | 34:15,8 min |        |
| 6     | Rolf Storsveen   | Elverum     | 34:29,5 min |        |

Start: 2. Februar 1985

### Staffel (4 × 7,5 km)
| Platz | Starter                                                    | Region        | Zeit      |
| ----- | ---------------------------------------------------------- | ------------- | --------- |
| 1     | Rolf Storsveen Johnny Rognstad Øivind Nerhagen Kjell Søbak | Hedmark       | 1:41:17 h |
| 2     | Ole Elvebakk Sverre Istad Gisle Fenne Eirik Kvalfoss       | Hordaland     | 1:43:43 h |
| 3     | Martin Solberg Olav Garlid Halvard Strand Terje Krokstad   | Sør-Trøndelag | 1:48:48 h |

Start: 3. Februar 1985

## Frauen

### Einzel (10 km)
| Platz | Starter          | Verein     | Zeit      | Fehler |
| ----- | ---------------- | ---------- | --------- | ------ |
| 1     | Gry Østvik       | Odal       | 46:28 min |        |
| 2     | Siv Bråten       | Tingelstad | 49:39 min |        |
| 3     | Sanna Grønlid    | Tingelstad | 49:55 min |        |
| 4     | Eli Nordmo       |            | 50:56 min |        |
| 5     | Janne Mette Berg |            | 51:25 min |        |
| 6     | Mette Mestad     | Torridal   | 52:45 min |        |

Start: 1. Februar 1985

### Sprint (5 km)
| Platz | Starter       | Verein     | Zeit      | Fehler |
| ----- | ------------- | ---------- | --------- | ------ |
| 1     | Mette Mestad  | Torridal   | 24:48 min |        |
| 2     | Bente Mestad  | Torridal   | 24:50 min |        |
| 3     | Gry Østvik    | Odal       | 25:11 min |        |
| 4     | Siv Bråten    | Tingelstad | 25:39 min |        |
| 5     | Sanna Grønlid | Tingelstad | 26:00 min |        |
| 6     | Helga Øvsthus | Voss       | 26:24 min |        |

Start: 2. Februar 1985

### Staffel (3 × 5 km)
| Platz | Starter                                         | Region        | Zeit      |
| ----- | ----------------------------------------------- | ------------- | --------- |
| 1     | Anita Håkenstad Siv Bråten Sanna Grønlid        | Oppland       | 1:20:49 h |
| 2     | Janne Mette Berg Bente Bakken Ingeborg Krokstad | Sør-Trøndelag | 1:22:17 h |
| 3     | Mette Mestad Reidun Åsan Bente Mestad           | Vest-Agder    | 1:23:43 h |

Start: 3. Februar 1985